# フッ化マグネシウム
フッ化マグネシウム（フッかマグネシウム、magnesium fluoride）は、組成式 MgF2 で表される無機化合物の一種。白色の結晶性粉末で、式量は 62.30。CAS登録番号は [7783-40-6]。
密度は3.15g/cm3。融点は1248°C、沸点は2260°Cである。水への溶解度は8.7mg/100g (18°C)。
単結晶では0.11–7.5μmの透過波長領域をもち、紫外域での偏向素子として用いられる。また、超低屈折率光学膜材料として光学ガラスへ蒸着して反射防止膜に用いられる。
天然にはセッラ石として産出するが希産鉱物である。

## 用途
- レンズ、プリズムなど。